# Ticloy

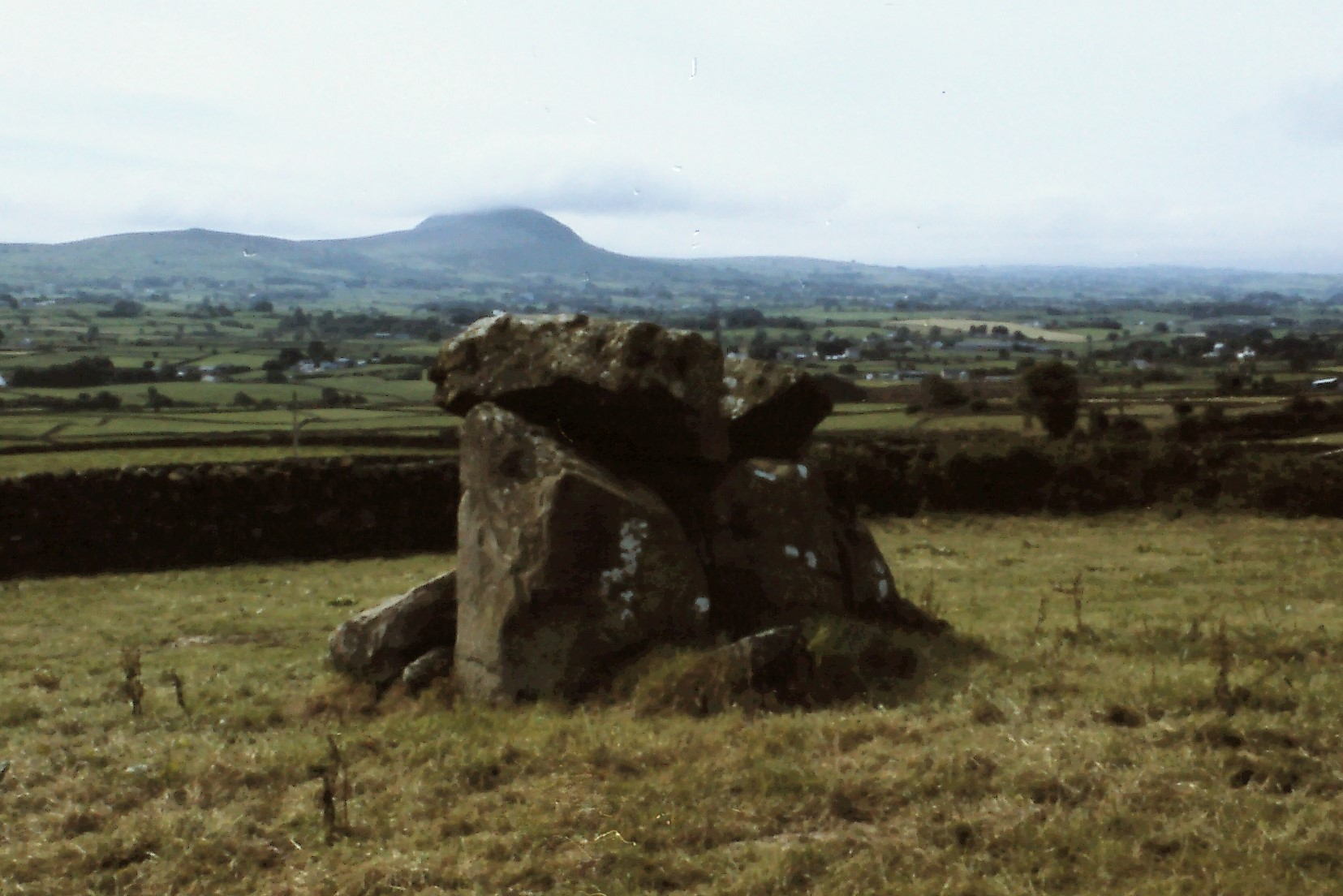
Ticloy mit dem Berg Slemish

Ticloy (auch „The Stone House“ genannt, irisch Tigh Cloiche, „Steinhaus“) ist vermutlich eine stark gestörte Mischung zwischen einem Court- und einem Portal Tomb. Es liegt am Südhang des Ticloy Hill mit Blick über das Braid River Valley, rund zehn Kilometer nordöstlich von Broughshane im County Antrim in Nordirland.
Als Portal Tombs werden Megalithanlagen in Irland und Großbritannien bezeichnet, bei denen zwei gleich hohe, aufrecht stehende Steine mit einem Türstein dazwischen, die Vorderseite einer Kammer bilden, die mit einem zum Teil gewaltigen Deckstein bedeckt ist. Die Anlage ist ein Scheduled Monument (geschützte archäologische Stätte).
Die Reste der Megalithanlage bestehen aus fünf Steinen. Die mit zwei Decksteinen, von denen der westliche verschoben erscheint, gedeckte kleine Kammer misst etwa 1,4 m × 1,2 m und ist 1,7 m hoch. Eine etwa 1,6 m hohe verlagerte Platte, südlich des Eingangs scheint die Südhälfte des nach Osten weisenden Portals zu sein. Der aufrecht stehende Portalstein ist 1,7 m hoch, während die Seitensteine 1,1 und 1,7 m und der Endstein 1,5 m hoch sind. Das Innere der Kammer ist mit Lesesteinen verfüllt und es gibt keine Spuren eines Steinhügels.
Einige außerhalb der Kammer beobachtete Steine legen nahe, dass die Anlage, ähnlich wie Tirnony Dolmen im County Londonderry und Goward im County Down, einst einen flachen Hof hatte. Das wird von einigen Wissenschaftlern als Beleg für eine Verbindung zwischen den Dolmen und den Court Tombs gesehen. Allerdings muss eine Ausgrabung diese Idee noch bestätigen.

## Flankierende Steine
Flankensteine werden ab und zu vor den Portalsteinen auf einer oder beiden Seiten gefunden, was auf einen einfachen Hof deutet, wie ihn einige Court Tombs zeigen. Da Portal Tombs mehr als andere Typen kaum Spuren eines Cairns oder Hügels zeigen, ist dieser Teil wahrscheinlich mit dem Hügel abgeräumt worden. Einzelne Flankensteine treten bei Menlough im County Galway und beim Browneshill-Dolmen im County Carlow in Irland und beim Tirnony Dolmen im County Londonderry in Nordirland auf, während beim Portal Tomb von Ahaglaslin, im County Cork, niedrige gesetzte Steine vor beiden Seiten des Portals liegen und mit weiteren Steinen einen trichterförmigen Zugang formen. Eine halbmondförmige Setzung niedriger Steine wurde bei Ticloy gefunden.